# Александерссон, Хельмер
Карл Хельмер Александерссон (швед. Karl Helmer Alexandersson; 16 ноября 1886, Стокгольм — 24 декабря 1927, Стокгольм) — шведский композитор и скрипач.
В 1902—1908 гг. учился в Стокгольмской консерватории у Юхана Линдегрена (композиция), Карла Юхана Линдберга и Ларса Зеттерквиста (скрипка), затем, после прохождения военной службы, совершенствовался как композитор в Берлине под руководством Жана-Поля Эртеля. Вернувшись в Стокгольм, в 1912 г. написал официальный гимн V Олимпийских игр.
Наиболее известное сочинение Александерссона — Вторая симфония соль минор — датируется 1914 годом; премьера состоялась в 1919 году, однако наибольший критический успех выпал на долю возобновления симфонии дирижёром Георгом Шнеевойгтом в 1923 г. (авторами сочувственных газетных отзывов были, в частности, Курт Аттерберг и Вильгельм Петерсон-Бергер). Особое внимание привлекла третья часть, Intermezzo, главная тема которой исполнялась исключительно струнными pizzicato. Посмертно был опубликован сборник шведских народных песен и танцев, обработанных Александерссоном для фортепиано.
С 1918 г. был концертмейстером в оркестре одного из главных стокгольмских кинотеатров «Röda Kvarn», написал музыку к ряду кинофильмов, в том числе к «Сыновьям Ингмара» Виктора Шёстрёма. Умер в нищете и был похоронен за муниципальный счёт.
Первый диск с музыкой Александерссона был записан в 2006 году Уппсальским камерным оркестром под управлением Пауля Мяги.
Сестра Александерссона Карин Александерссон (швед. Karin Alexandersson; 1878—1948) — актриса шведского немого кино.